# アヴェッラ
アヴェッラ（伊: Avella）は、イタリア共和国カンパニア州アヴェッリーノ県にある、人口約7,800人の基礎自治体（コムーネ）。

## 地理

### 位置・広がり

#### 隣接コムーネ
隣接するコムーネは以下の通り。括弧内のNAはナポリ県、BNはベネヴェント県所属を示す。
- バイアーノ
- カザマルチャーノ (NA)
- チェルヴィナーラ
- パンナラーノ (BN)
- ロッカライーノラ (NA)
- ロトンディ
- サン・マルティーノ・ヴァッレ・カウディーナ
- シリニャーノ
- スペローネ
- トゥフィーノ (NA)
- ヴィシャーノ (NA)